# Bruno Belin
Bruno Belin (Zagreb, 16. siječnja 1929. – kod Beograda, 20. listopada 1962.), bio je hrvatski nogometaš.
Nogomet je počeo igrati u podmlatku HAŠK-a, a nakon rata u podmlatku Metalca. Vrlo brzo je postao član prve momčadi istoga kluba i s njom je osvojio prvenstvo Hrvatske 1947. Igrao je na mjestu braniča. Nakon odsluženja vojnog roka postaje članom Partizana. Poginuo je 25 km od Beograda na auto-cesti prema Zagrebu s još nekoliko športaša.
Brat je hrvatskog nogometaša Rudolfa Belina koji mu je bio igrački uzor.